# Renald II de Bar
Renald II de Bar, nascut cap a 1122, mort el 25 de juliol de 1170, va ser comte de Bar i senyor de Mousson de 1149 a 1170. Era fill de Renald I, comte de Bar i senyor de Mousson, i de Gisela de Vaudémont.
El 1135, va assistir, amb el seu pare i el seu germà Hug, al concili de Metz. Va participar en la segona croada amb el seu pare i el seu germà Thierry, el 1147. El seu pare va morir durant el viatge de tornada. Va reprendre les guerres contra els seus enemics tradicionals, el duc de Lorena i el bisbe de Metz.
Va atacar el 1152 l'abadia de Saint-Mihiel, va ser excomunicat i va haver de fer esmena honorable. Va fer llavors nombroses subscripcions en diferents abadies. El 22 de setembre de 1141, va perdre el castell de Bouillon després d'un setge de cinquanta i un dies pel príncep-bisbe de Lieja Alberó II de Chiny-Namur ajudat per Enric IV de Luxemburg, dit “el Cec”.

## Matrimoni i fills
Es va casar el 1155 amb Agnès de Xampanya (1138 † 1207), filla de Teobald IV de Blois, comte de Blois i de Xampanya i de Matilde de Caríntia, i va tenir:
- Enric I (1158 † 1190), comte de Bar
- Tibald o Teobald I (1158 † 1214), comte de Bar
- Renald de Bar († 1217), bisbe de Chartres de 1182 a 1217
- Hug, canonge a Chartres

## Font
- Georges Poull, La Maison souveraine et ducale de Bar, 1994